# Leva tills jag dör
Leva tills jag dör är en låt av Lasse Stefanz och Mikael Wiehe från 2015 skriven av Mikael Wiehe. Den släpptes för digital nedladdning den 30 maj 2015. Låten vann Guldklaven 2016 som årets låt. Wiehe blev tillfrågad av Lasse Stefanz att spela in "Jag vill va en gammal man", alternativ att skriva en låt för dem. Wiehe ringde upp Olle Jönsson och skrev en låt. Det är det titelspåret på albumet i Whiskey Barrel. Låten handlar om att så länge man lever stå upp för det man tror på.

### Fotnoter
1. ↑  https://itunes.apple.com/ug/album/leva-tills-jag-dör-feat-mikael-wiehe-single/id999973373
2. ↑  https://www.sydsvenskan.se/2016-07-18/mikael-wiehe-har-skrivit-arets-lat-atminstone-i-dansbandsvarlden
3. ↑  https://www.expressen.se/kvp/noje/wiehe-om-otankbara-jonsson-samarbetet/
4. ↑  https://smdb.kb.se/catalog/id/003591466
5. ↑  http://www.lassestefanz.se/texter/leva-tills-jag-dor/